# 赫尼文
赫尼文（Henwen），含意是“老白”（Old White），威尔士传说中的一只母猪，根据威尔士三题诗（Welsh Triads）记载，它生下了“凯茜·帕鲁格”（Cath Palug），《亚瑟王传奇》中被描绘成与凯爵士（Sir Kay）或亚瑟王对抗的可怕之猫。在三题诗《马恩岛三大猪倌》中, 这只母猪由其中一科尔（Coll）-科尔福尔威（Collfrewy）之子，达尔威·达尔班（Dallwyr Dallben）的猪倌所饲养。在变体《赫杰斯特红皮书》（Red Book of Hergest）和《莱德尔齐白皮书》（Book of Rhydderch）文中添加了达尔威以他的名字命名一座峡谷的内容，该峡谷就位于康沃尔郡。母猪即将分娩，这预示着会给马恩岛（the Isle of Britain）带来灾祸。为此，它受到驱逐直止在康沃尔的彭林·阿斯丁（Penrhyn Awstin ）坠海。但最终，该母猪在格温特郡伊斯柯艾德（Iscoed）的塔罗吉河口（Aber Tarogi）重现于大地
。

## 后代
随后在不同的地方，该母猪滋生出各种后代生物，有些是有益的，有些是有害的。
- 在格温特郡的麦田（梅斯·格温妮丝），是一粒小麦和一只蜜蜂；
- 在彭布罗克/迪费德的Llonion，一粒大麦和一只蜜蜂/小麦/仔猪；
- 在阿尔旺的Lleyn，是黑麦（RBH）；
- 在雪墩地区（威尔士语：Eryri）的Cyferthwch山是一只狼崽和雏鹰；
- 在阿尔旺的兰韦尔（Llanfair）黑岩下,是一只小猫。

狼和鹰被采纳是代表杰出的人，但“他们也有糟糕的一面"猪倌带着小猫跳入梅奈海峡（Menai Strait），然后登上了横亘在海峡之中的莫纳岛（Môn或安格尔西岛），帕鲁格的儿子饲养了这只后来成为“凯茜·帕鲁格”的猫。

## 备注
1. ↑  Skene 1868，第456–465頁，Vol.2, Triads from Hengwrt 536,  Triad XXIII; similar to Bromwich 1961，Triad 26
2. ↑  《凯尔特神话》，“威尔士神话的来源”，第72页，国中青年出版社，2006年
3. ↑  Guest 1849，第330–332頁,Guest 1877，第268頁. She takes this from Myvr. Arch. triads, second series, which is the Red Book of Hergest version, quite similar to Bromwich's #26W (WBR version)
4. ↑  Bromwich 1961，Triad 26W
5. ↑  Not in #26W/Guest's variant, but in #26/Skene's base text
6. 1 2  accord. to Bromwich's 26W